# 钱凯港
钱凯港（直译：「钱凯巨型港口」）是一座位于秘鲁瓦拉尔省钱凯区的航运港口。它由中远海运港口秘鲁钱凯公司开发，该公司由中国国有航运和物流公司中国远洋海运集团与秘鲁公司火山矿业公司联合成立。 该港口是“一带一路”倡议的一部分；根据秘鲁法律，它被视为供公众使用的私人港口，授予运营商提供港口服务的独家权。该港口于2024年11月14日正式开港。
该港口位于利马市以北约60公里。港口及其设施的建设将共投资$35亿美元（33亿欧元）。

## 历史

### 商贸港口项目
2007年，前秘鲁海军上将胡安·里博多·德拉托雷萌生了在老钱凯码头以南建设大型商业港口的想法，为此他创立了钱凯港公司（CHP），提供执行该计划的土地。2011年，里博多和他的公司与秘鲁火山矿业公司合作，成立了钱凯港码头公司（TPCH），旨在开发港口项目，该项目将包括一个多功能港口码头和一个物流活动领域。里博多去世后，火山矿业公司获得了该项目100%所有权，并于2016年开始实施第一阶段，预计投资4.6亿美元。然而，考虑到完成这项工作需要接近18亿美元，火山矿业公司开始寻找战略合作伙伴。
2019年，火山矿业公司与中國央企中國远洋海运港口公司宣布签署商业合作协议，共同开发该项目。引入中国公司后，该项目得以重新制定和扩建，其中包括新设计、工程开发、建设和运营现在的大型港口综合体，预计总投资增加至30亿美元。中远海运港口注资換取该项目60%的股权，而秘鲁火山矿业公司参股比例降至40%。

### 开港
2024年11月14日，在利马政府宫举行的虚拟仪式上，秘鲁总统迪娜·博鲁阿尔特和中共中央总书记兼中国国家主席习近平远程主持了钱凯港的落成典礼。秘鲁外交部长埃尔默·施基亚莱尔此前证实，此举是出于“安全考虑”。两国元首下达开港指示后，中远“秘鲁轮”“新上海轮”分别开始卸装作业。

## 特征
与南太平洋其他港口相比，钱凯港具有重要优势：自然吃水为17.8公尺，其战略地理位置位于秘鲁中部海岸，靠近卡亚俄港、豪尔赫·查韦斯国际机场、南美洲区域基础设施一体化倡议亚马逊中央跨洋走廊将接收运力超过18,000个标准箱的船舶。同样，第一阶段将建有4个码头，延伸长度为400公尺。
该港口项目由三个部分组成：港口作业区，将在此进行与登船相关的活动。另一个是入境综合体，包括车辆口岸、入境大门、海关检查区、行政办公室、物流和支持服务区以及与泛美高速公路的互连隧道。
港口建设最初的运转目标是每年运输约100万个标准箱和总共600万件货物。

## 社会环境影响
预计第一阶段将创造7,500个直接和间接就业机会。钱凯公园工业园区和多功能港口已规划同步建设。两者都将形成具有综合多功能性的港口和工业节点，其中包括物流、工业区、服务和技术综合体，甚至住宅区，创造两万个直接就业机会。钱凯公园将分四个阶段开发。一期主要发展物流仓储，二期、三期重点发展工业。最后阶段将涉及房地产部署。根据总体规划，房地产部分的开发预计在2030年左右进行，但具体取决于需求，预计将于2025年上半年开始对第一批规划区域进行销售，并于2025年下半年开始运营。
邻近钱凯港的土地多为农业用地，随着港口投入运营和工业仓储用地需求的增加，这些土地的价格有可能会飙升至原来的三倍。
该港口建设项目也与社区组织、利马省政府及钱凯区政府签署了框架性协议，旨在建设社会基础设施，并开展投资项目研究，以期推动社区发展，缩小社会和经济差距。同时，教育领域的举措也在积极推进，为6个传统渔民协会的成员家庭提供学术奖学金支持，并资助钱凯公立高等技术学院进行教育服务的拓展与改善的前期研究。
此外，项目资金也用于扩大钱凯医院的医疗服务范围，并且将贯彻对圣罗莎湿地的保护承诺。

## 争议
对于港口项目的建设计划从一开始便是政府各部门和国会之间争论的主题。
作为一带一路项目，该港口的建设被视为中美两国在拉丁美洲争夺贸易主导权的体现。秘鲁港务局承认先前授与中远集团独家经营特权为已被确认的“行政错误”并寻求依法注销后，再度转向宣称将修订《国家港口体系法》填补申请漏洞，为中远集团再申请独家特权“开绿灯”，引发新一轮的争议。
2022年，连接港口与车辆前置区的隧道部分因施工错误发生坍塌，导致地面上的十多户住宅受到影响。2023年5月，受影响的居民举行抗议活动，自事件发生后一年时间，公司方面未曾出面进行损害修复。
2023年10月，英国《金融时报》公开称，美国联邦政府就中国上市公司（如中远集团）控制秘鲁领土上的战略基础设施向秘鲁政府表达了“担忧”——例如中国资本在海上运输方面建设这个港口，以及控制该国的电力和采矿等行业。
中远海运公司否认其港口可以利用公共土地来提供服务，并拒绝接受公共运输基础设施投资监管机构的监督。
2024年11月，在港口落成的前几天，由于钱凯的基础设施局限性，市长胡安·阿尔瓦雷斯·安德拉德请求国家帮助启动必要保护的举措。居民相继报告他们的住宅出现结构性损害，如地面下沉和裂缝，而且游客人数也有所减少。